# مالکی وارشتس
مالکی وارشتس (به بلغاری: Malki Varshets) روستایی در بلغارستان است که در سولیوو واقع شده‌است.